# Nicola Cassese
Nicola Cassese (Pozzuoli, 27 settembre 1900 – Pozzuoli, 29 gennaio 1968) è stato un allenatore di calcio e calciatore italiano, di ruolo centrocampista.

## Carriera

### Giocatore
Primo calciatore del Sud Italia ad indossare la maglia Azzurra dell'Italia. Forte mediano, gioca nella squadra della sua città, la Puteolana, con cui resta per 5 anni collezionando 25 presenze e 4 reti. Acquistato dal Savoia nel 1922, disputò le finali scudetto contro il Genoa nel 1924, laureandosi vicecampione d'Italia e campione dell'Italia Centromeridionale. Giocò con il Napoli 42 partite nelle massime categorie del campionato italiano, debuttandovi in Divisione Nazionale nella prima vittoria della squadra nella massima divisione del campionato, la gara casalinga contro la Reggiana vinta per 4-0 il 25 settembre 1927.
Nel campionato successivo, in cui realizzò l'unico suo gol con i partenopei nel pareggio del 18 novembre 1928 a Venezia contro la squadra locale per 2-2, disputò 27 delle 30 gare della stagione regolare oltre alla gara di spareggio a Milano del 23 giugno 1929 contro la Lazio conclusa 2-2, a cui non seguì una ripetizione della partita per un successivo aumento delle squadre partecipanti al primo campionato nell'appena costituita Serie A, che si sarebbe disputato l'anno seguente. Il primo anno dell'appena nata Serie A lo vide quindi tra i protagonisti della prima vittoria dei campani contro il Milan, nella gara casalinga del 20 ottobre 1929 conclusasi 2-1, prima delle sue cinque presenze nella sua ultima stagione con gli azzurri.

### Allenatore
Da allenatore guidò la Bagnolese in Serie C e la Puteolana in quattro periodi distinti.

## Palmarès

### Club

#### Competizioni nazionali
- Campionato dell'Italia Centro Meridionale: 1

Savoia: 1923-24

## Statistiche

### Presenze e reti nei club
Statistiche aggiornate al 1986.
| Stagione         | Squadra          | Campionato       | Campionato | Campionato | Coppe nazionali | Coppe nazionali | Coppe nazionali | Coppe continentali | Coppe continentali | Coppe continentali | Altre coppe | Altre coppe | Altre coppe | Totale | Totale |
| Stagione         | Squadra          | Comp             | Pres       | Reti       | Comp            | Pres            | Reti            | Comp               | Pres               | Reti               | Comp        | Pres        | Reti        | Pres   | Reti   |
| ---------------- | ---------------- | ---------------- | ---------- | ---------- | --------------- | --------------- | --------------- | ------------------ | ------------------ | ------------------ | ----------- | ----------- | ----------- | ------ | ------ |
| ...              |                  |                  |            |            |                 |                 |                 |                    |                    |                    |             |             |             |        |        |
| 1917-1918        | Puteolana        | -                | 2          | 0          | -               | -               | -               | -                  | -                  | -                  | -           | -           | -           | 2      | 0      |
| 1918-1919        | Puteolana        | -                | 3          | 0          | -               | -               | -               | -                  | -                  | -                  | -           | -           | -           | 3      | 0      |
| 1919-1920        | Puteolana        | PC               | 10         | 3          | -               | -               | -               | -                  | -                  | -                  | -           | -           | -           | 10     | 3      |
| 1920-1921        | Puteolana        | PC               | 1          | 0          | -               | -               | -               | -                  | -                  | -                  | -           | -           | -           | 1      | 0      |
| 1921-1922        | Puteolana        | PD               | 8          | 1          | -               | -               | -               | -                  | -                  | -                  | -           | -           | -           | 8      | 1      |
| Totale Puteolana | Totale Puteolana | Totale Puteolana | 24         | 4          |                 | -               | -               |                    | -                  | -                  |             | -           | -           | 24     | 4      |
| 1922-1923        | Savoia           | PD               | 13         | 0          | -               | -               | -               | -                  | -                  | -                  | -           | -           | -           | 13     | 0      |
| 1923-1924        | Savoia           | PD               | 20         | 1          | -               | -               | -               | -                  | -                  | -                  | -           | -           | -           | 20     | 1      |
| 1924-1925        | Savoia           | PD               | 12         | 0          | -               | -               | -               | -                  | -                  | -                  | -           | -           | -           | 12     | 0      |
| Totale Savoia    | Totale Savoia    | Totale Savoia    | 45         | 1          |                 | -               | -               |                    | -                  | -                  |             | -           | -           | 45     | 1      |
| 1925-1926        | Ilva Bagnolese   | PD               | ?          | ?          | -               | -               | -               | -                  | -                  | -                  | -           | -           | -           | ?      | ?      |
| 1926-1927        | Ilva Bagnolese   | PD               | ?          | ?          | -               | -               | -               | -                  | -                  | -                  | -           | -           | -           | ?      | ?      |
| 1927-1928        | Napoli           | DN               | 10         | 0          | -               | -               | -               | -                  | -                  | -                  | -           | -           | -           | 10     | 0      |
| 1928-1929        | Napoli           | DN               | 27         | 1          | -               | -               | -               | -                  | -                  | -                  | -           | -           | -           | 27     | 1      |
| 1929-1930        | Napoli           | A                | 5          | 0          | -               | -               | -               | -                  | -                  | -                  | -           | -           | -           | 5      | 0      |
| Totale Napoli    | Totale Napoli    | Totale Napoli    | 42         | 1          |                 | -               | -               |                    | -                  | -                  |             | -           | -           | 42     | 1      |
| 1930-1931        | Ilva Bagnolese   | PD               | ?          | ?          | -               | -               | -               | -                  | -                  | -                  | -           | -           | -           | ?      | ?      |
| 1931-1932        | Ilva Bagnolese   | PD               | ?          | ?          | -               | -               | -               | -                  | -                  | -                  | -           | -           | -           | ?      | ?      |
| 1932-1933        | Ilva Bagnolese   | PD               | ?          | ?          | -               | -               | -               | -                  | -                  | -                  | -           | -           | -           | ?      | ?      |
| Totale Bagnolese | Totale Bagnolese | Totale Bagnolese | 14+        | 4+         |                 | -               | -               |                    | -                  | -                  |             | -           | -           | 14+    | 4+     |
| Totale carriera  | Totale carriera  | Totale carriera  | 126+       | 10+        |                 | -               | -               |                    | -                  | -                  |             | -           | -           | 126+   | 10+    |